# Konferencja poczdamska

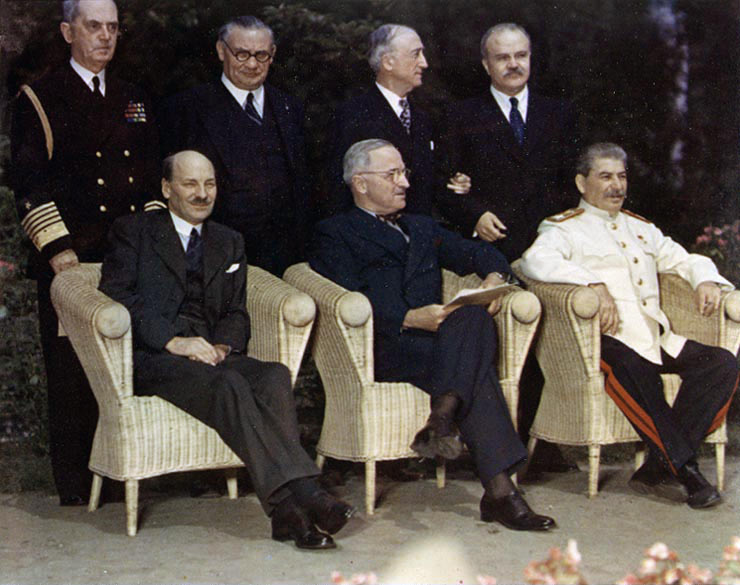
Clement Attlee, Harry Truman i Józef Stalin w Poczdamie

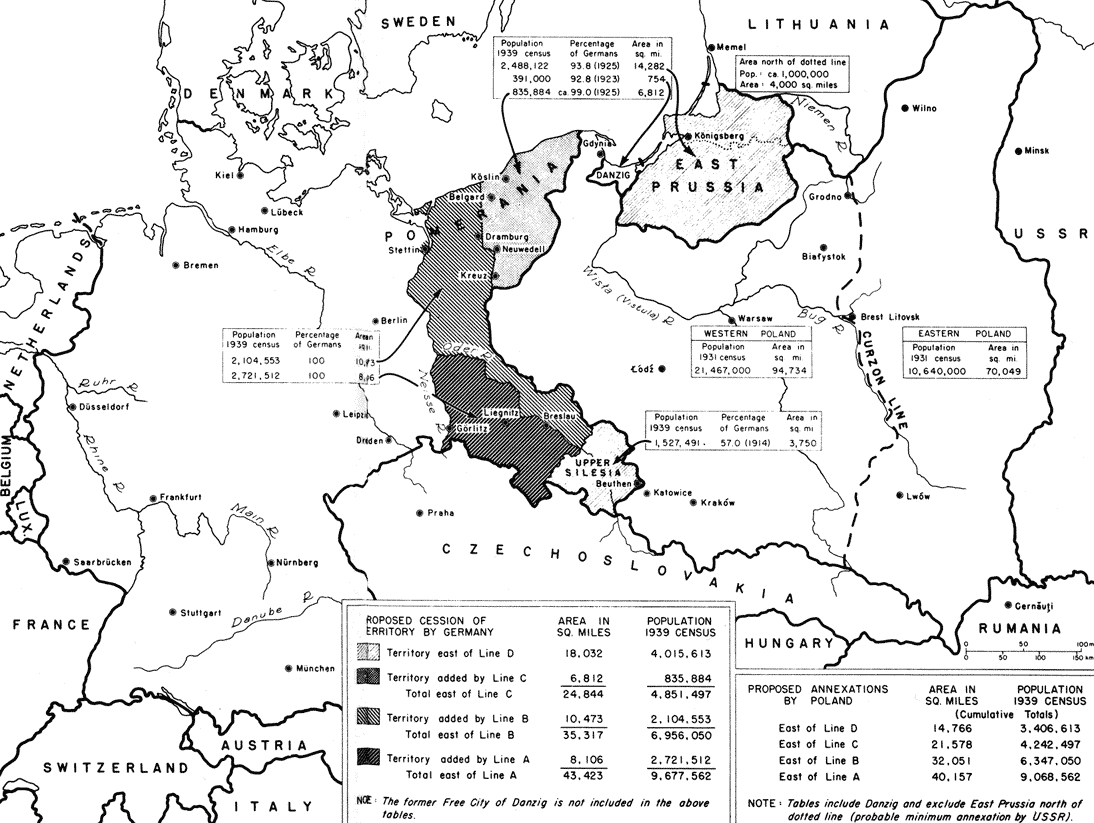
Mapa przedstawiająca granice z 1939 r. oraz odsetek ludności niemieckiej na byłych wschodnich ziemiach niemieckich, które zostały przekazane Polsce i ZSRR po konferencji poczdamskiej.

Konferencja poczdamska (17 lipca 1945 – 2 sierpnia 1945 w Poczdamie w pałacu Cecilienhof), w niektórych starszych dokumentach również określana jako Konferencja trzech szefów rządów ZSRR, USA i Wielkiej Brytanii w Berlinie – spotkanie przywódców koalicji antyniemieckiej, tzw. wielkiej trójki.
W spotkaniu wzięli udział dyktator Związku Socjalistycznych Republik Radzieckich Józef Stalin oraz prezydent USA Harry Truman, który zastąpił zmarłego w kwietniu Franklina Delano Roosevelta. Trzecim uczestnikiem konferencji był premier Wielkiej Brytanii Winston Churchill, którego zastąpił od 28 lipca nowy premier tego państwa, Clement Attlee.
Zamiennie stosowana jest też nazwa „konferencja berlińska”, choć określenie to nie jest jednoznaczne. Była to ostatnia z trzech konferencji wielkiej trójki, miała miejsce po konferencji teherańskiej (28 listopada – 1 grudnia 1943) i konferencji jałtańskiej (4–11 lutego 1945).

## Cele i postanowienia
Celem konferencji było ustalenie: trybu likwidacji skutków II wojny światowej, losów Niemiec, opracowanie traktatów pokojowych i zasad organizacji powojennego świata.
Główne postanowienia:
- Europejska Komisja Doradcza zastąpiona została Radą Ministrów Spraw Zagranicznych
- odpowiedzialnością za II wojnę światową obarczone zostały Niemcy
- demilitaryzacja, denazyfikacja, demokratyzacja, decentralizacja oraz dekartelizacja Niemiec
- odszkodowania dla państw poszkodowanych, wypłacane przez Niemcy
- 15% reparacji wojennych przyznanych ZSRR miała otrzymać Polska
- dokonanie przesiedleń ludności niemieckiej z terenów Czechosłowacji, Polski i z Węgier
- wschodnia granica Niemiec została wyznaczona tymczasowo na linii Odry i Nysy, z odchyleniem na korzyść Polski w okolicach Szczecina, ale jej docelowy przebieg miał zostać ustalony na ostatecznej konferencji pokojowej, przewidywanej jeszcze wówczas w nieodległym terminie; w rzeczywistości odbyła się ona dopiero w 1990 r. (tzw. konferencja dwa plus cztery), skutkując potwierdzeniem granicy poczdamskiej przez obowiązujące współcześnie: traktat o ostatecznym uregulowaniu w odniesieniu do Niemiec z 12 września 1990 roku (tzw. traktat 2+4) oraz traktat polsko-niemiecki z 14 listopada 1990 roku o potwierdzeniu istniejącej granicy[5].

Konferencja poczdamska ustaliła ukaranie zbrodniarzy hitlerowskich (tzw. proces norymberski), przyjęła radziecki program w kwestiach wschodniej granicy Niemiec.
W czasie konferencji prezydent Stanów Zjednoczonych Harry Truman i brytyjski minister spraw zagranicznych Ernest Bevin domagali się od Stalina wycofania Armii Czerwonej z Polski (Stalin odmówił).
Konferencją analogiczną do spotkań wielkiej trójki, ale dotyczącą Dalekiego Wschodu była konferencja kairska (22–26 listopada 1943).

## StanowiskoTymczasowego Rządu Jedności Narodowejna konferencji poczdamskiej
W lipcu 1945 roku Tymczasowy Rząd Jedności Narodowej wystosował memorandum w kwestii zachodniej granicy Polski, będący punktem odniesienia wobec polskiego stanowiska podczas konferencji poczdamskiej. Wymieniono w nim następujące argumenty przemawiające za zmianami terytorialnymi:
- Odszkodowanie – zadośćuczynienie moralne za traktowanie całego narodu jako społeczeństwa parobków oraz odszkodowanie materialne za grabieże i niszczenie majątku narodowego. Polska, będąca sojusznikiem państw zwycięskich, ma prawo żądać w imię sprawiedliwości ogólnoludzkiej za swą postawę, za poniesione straty i ofiary, aby otrzymać odszkodowanie w naturze, w warsztatach pracy, tzn. w ziemi, fabrykach, kopalniach, dobrach kulturalnych, a przede wszystkim w terytorium odpowiadającym potrzebom narodu.
- Potrzeby demograficzne Polski. Naród polski nie może rozwijać się normalnie, jeśli równocześnie zostanie zmuszony do emigracji, dlatego biorąc pod uwagę: 1) duży przyrost naturalny, 2) postulat zaniechania emigracji oraz 3) konieczność przyjęcia reemigrantów, Polska musi posiadać obszar odpowiadający potrzebom jej ludności [...] Jedynie przesunięcie granicy nad Odrę i Nysę daje możliwości dla zaspokojenia najważniejszych potrzeb demograficznych narodu. Pod względem rolniczym Polska była krajem najbardziej przeludnionym w Europie. Na skutek zmian terytorialnych przeludnienie to może być złagodzone w wypadku włączenia terytorium po Odrę i Nysę.
- Polskość ziem zachodnich: Poza granicami Polski z lat 1918 po 1939 pozostały znaczne obszary zamieszkane przez większość ludności polskiej.
- Prawa historyczne Polski: Dzieje historyczne od X wieku wykazują, iż Polska mocno stała nad Odrą [...], a w pewnych okresach znacznie ją przekraczała. Dopiero od XIII wieku poczęła tracić swe zachodnie rubieże pod naciskiem germańskim.
- Położenie geograficzne i związki geopolityczne ziem zachodnich z Polską. Położenie geograficzne stanowi podstawę polityki danego państwa. Do prawa tego musi się dostosować również i Polska. Polska leży na wschodnich rubieżach Europy zachodniej. Leży na pomostach międzymorskich: adriatycko-bałtyckim i bałtycko-czarnomorskim, przez które od dawien dawna biegły szlaki handlowe, które zachowały swe znaczenie gospodarczo-polityczne po dziś dzień. Przez obszar Polski biegną również dwa szlaki transkontynentalne: niżowy i podgórski, wiążą one ze sobą stolice i ośrodki przemysłowe szeregu państw europejskich. Położenie geograficzne predysponuje całą Polskę do podjęcia roli pośredniczki w Europie między Zachodem a Wschodem oraz Południem a Północą [...] Polska dąży do swych naturalnych granic, które stanowią: na południu Sudety i Karpaty, na północy wybrzeże Bałtyku, a na zachodzie Odra i Nysa. Obszar w ten sposób wyznaczony tworzy zwartą jednostkę geograficzną, związaną dorzeczami Wisły i Odry, skierowaną naturalnymi drogami ku Bałtykowi.
- Związki gospodarcze ziem zachodnich z Polską. Obszar wschodnich Niemiec, zamieszkany w większości przez Polaków, od II poł. XIX wieku nie mógł wyżywić i utrzymać swej ludności na miejscu. Prawie cały przyrost naturalny zmuszony był do emigracji do Niemiec zachodnich lub za granicę. Potencjał ekonomiczny ludności polskiej stale zmniejszał się pod wpływem tendencyjnej polityki pruskiej. Prusy Wschodnie i Śląsk sztucznie oderwane od Polski, od swego naturalnego zaplecza, nie wykazywały normalnego rozwoju. Śląsk, Odra, Szczecin, odcięte od 1918 r. od Poznańskiego i Pomorza, nie mogły również rozwijać się. Szczególnie dotkliwe było to dla Śląska, pozbawionego wschodnich rynków polskich. Na skutek tego prawie cały obszar wschodnich Niemiec był terenem emigracyjnym [...] Związanie tych ziem z Polską pozwoli z jednej strony na zatrudnienie w przemyśle nadwyżki ludności wiejskiej, z drugiej zaś zapewni przemysłowi dogodny i obszerny rynek zbytu. W ramach Rzeszy ziemie te były deficytowym pograniczem i nie miały możliwości należytego rozwoju, produkcja zaś przemysłowa była nastawiona głównie na eksport (patrz zał. nr 4). Natomiast w ramach państwa polskiego przemysł znajdzie bardzo korzystne warunki pracując głównie dla rynku wewnętrznego.

Na samej konferencji poczdamskiej, stronę Rządu Tymczasowego reprezentowali Bolesław Bierut, Edward Osóbka-Morawski, Stanisław Grabski, Stanisław Mikołajczyk, Wincenty Rzymowski, Zygmunt Modzelewski oraz Michał Rola-Żymierski. Wśród nich znaleźli się zarówno komuniści, jak i przyszli członkowie partii marionetkowych.
W przemówieniu wicepremiera Mikołajczyka popierającym proponowane zmiany terytorialne, znalazł się także argument, iż stanowią gwarancję zapobieżenia podstawowych przyczyn imperializmu niemieckiego poprzez odebranie mu bazy przemysłowej, której Niemcy używali do rozbudowy swego potencjału zbrojeniowego. Tym samym jak premier Mikołajczyk oświadczył, zmiany te nie tylko pozwolą na odbudowę zniszczeń Polski, ale przyczynią się trwale ku zachowaniu pokoju światowego i przysłużą bezpieczeństwu wszystkich narodów.

## Literatura, linki
- United States Department of State Foreign relations of the United States: diplomatic papers: the Conference of Berlin (the Potsdam Conference) 1945  Volume I Washington, D.C.: U.S. Government Printing Office, 1945 – oficjalny zbiór dokumentów wydanych przez Departament Stanu USA
- United States Department of State Foreign relations of the United States: diplomatic papers: the Conference of Berlin (the Potsdam Conference) 1945  Volume II Washington, D.C.: U.S. Government Printing Office, 1945 – oficjalny zbiór dokumentów wydanych przez Departament Stanu USA
- European Advisory Commission, Austria, Germany Foreign relations of the United States: diplomatic papers, 1945 – oficjalny zbiór dokumentów wydanych przez Departament Stanu USA